# Tomasz Gębala
Tomasz Gębala (Gdynia, 23 de noviembre de 1995) es un jugador de balonmano polaco que juega de lateral izquierdo en el Vive Kielce de la Liga polaca de balonmano. Es internacional con la selección de balonmano de Polonia. Es hermano del también balonmanista Maciej Gębala.
Con la selección debutó por primera vez en  2016 y su primer gran campeonato con la misma fue el Campeonato Mundial de Balonmano Masculino de 2017.

## Palmarés

### Kielce
- Liga de Polonia de balonmano (4): 2020, 2021, 2022, 2023
- Copa de Polonia de balonmano (1): 2021

## Clubes
- SMS Gdańsk (2011-2013)
- SC Magdeburg (2013-2016)
- Orlen Wisła Płock (2016-2019)
- Vive Kielce (2019- )